# Buell
Buell Motorcycle Company — американский производитель мотоциклов, ранее располагавшийся в городе Ист-Трой, штат Висконсин. Основана в 1983 году бывшим инженером Harley-Davidson Эриком Бьюэллом, в честь которого и была названа. В 1993 компания Harley-Davidson уже владела 49% акций Buell Motorcycle Company, а в 2003 Buell Motorcycle Company окончательно превратилась в дочернюю компанию Harley-Davidson. В 2006 Buell объявили о продаже 100'000-го мотоцикла.
15 октября 2009 года Harley-Davidson объявляют о том, что они сворачивают линию по сборке мотоциклов под маркой Buell и прекращают выпуск всей продукции под этим логотипом, мотивируя этот шаг тем, что они должны сфокусироваться на основной продукции бренда Harley-Davidson. Последний мотоцикл под маркой Buell сошёл с конвейера 30 октября того же года, им оказалась модель Lightning SCG, которая стала 136'923-м мотоциклом, выпущенным Buell'ом. Этот последний мотоцикл удостоился стать экспонатом в коллекции музея «Barber Motorsports Museum», расположенного в Алабаме.
В ноябре 2009 года Buell и Harley-Davidson объявляют о запуске Erik Buell Racing – независимой компании под руководством Эрика Бьюэлла. EBR впервые представили гоночную модель мотоцикла 1125R, которая впоследствии стала прародителем модели 1190RS, предназначенной как для использования на треке, так и вне его, на городских улицах.
В 2021 году EBR выкупила марку Buell у компании Harley-Davidson и объявила о планах запустить производство десяти новых моделей к 2024 году.

## История
Первым мотоциклом марки Buell стала модель RW750, построенная в 1983 году, которая целиком предназначалась для участия в чемпионате по мотогонкам AMA Formula 1. В то время Эрик Бьюэлл был активным мотогонщиком, пытающимся обогнать всё и всех, но это ему редко удавалось, поскольку мотоциклы, которыми он управлял, не отличались совершенством. История происхождения модели RW750 возникла из желания Бьюэлла создать собственный мотоцикл, в котором его будет всё устраивать. Но сразу после завершения разработки и сборки первых двух опытных моделей RW750, одна из которых была продана одной из гоночных команд, серия Formula 1 была отменена. Эрик решил обратить свои силы на разработку дорожных мотоциклов, с ярко выраженным спортивно-гоночным духом, приводимыми в движение двигателями Harley-Davidson.
 В 1987 официальный дилер Harley-Davidson в Роквилле – тогда Rockville Harley-Davidson, MD (сейчас Battley Harley-Davidson / Battley Cycles в г. Гейтерсбург, штат Мэриленд) стал первым в мире местным представительством и распространителем мотоциклов марки Buell, Дэвин Баттли стал владельцем модели RR1000 с порядковым номером #1, который и по сей день находится в его коллекции.
В 1993 году Harley-Davidson завладели 49% акций Buell, привнеся инвестиции в размере $500 000 и забрав дом Эрика Бьюэлла в качестве залога. Эрик Бьюэлл берётся за дело, вопреки настоятельным рекомендациям его адвоката. Исполнительный директор Harley-Davidson Джеффри Блюштайн совершил это вложение как инвестиции в развитие небольшого частного исследовательского отдела, функционирующего под ненавязчивым присмотром Харли.
В 1998 году Harley-Davidson покупает контрольный пакет акций Buell Motorcycle Company и берёт управление в свои руки, одновременно сделав её дочерним предприятием. С этого времени Buell устанавливают на свои модели модифицированные двигатели Harley-Davidson, в основном это двигатели от Sportster'а.
Большинство из производимых мотоциклов Buell оснащались 4-тактным V-образным двухцилиндровым двигателем с воздушным охлаждением, изначально спроектированным для модели XR1000 Sportster. Затем использовался двигатель, стоявший в оснащении модели 1200 Sportster. В 1995 году двигатели модифицировались при помощи высокопроизводительных деталей производства Buell, так продолжалось вплоть до 1998 года.
Широко известный двигатель жидкостного охлаждения V-Rod, разработанный Harley-Davidson и доработанный инженерами Porsche для приведения его в соответствие нормам EPA (Environmental Protection Agency — Управление по охране окружающей среды), изначально являлся проектом Эрика Бьюэлла, работа над которым велась для представления компании Buell на AMA Superbike в 1998 году. В Harley-Davidson решили, что этот двигатель должен использоваться на спорт-круизерах, и принялись за разработку, сделав двигатель «слишком большим, тяжёлым, дорогим и медленным для Buell'а».
Harley-Davidson принуждали Buell жёстко следовать твёрдой линий продукции и распределительным процессам с начала 1990-х, роль в которых для Buell'а отводилась быть как бы начальной маркой, после покупки которой клиенты должны были в конечном итоге приобретать более дорогие мотоциклы Харли. В 2008 подразделение по кредитованию Харли, Harley-Davidson Financial Services (HDFS), находилось в крайне бедственном положении и снижение ликвидной стоимости мотоциклов Buell сильно повлияло на продажи новых мотоциклов. Когда на должность исполнительного директора Harley-Davidson был назначен Кейт Уонделл, ранее не работавший в Харли, он вообще не понимал, зачем им был нужен Buell. Услышав разговоры о «гоночном хобби Эрика» он тут же задался вопросом «Почему есть люди, которые задумываются или даже намерены ездить на спортбайке?». Он собрал команду, названную  «The Adrenaline Market», целью которой являлся анализ и принятие решений о том, могут ли спортивные мотоциклы создать серьёзную конкуренцию круизерам, и повлечь снижение доходности от продаж.
15 октября 2009 года корпорация Harley-Davidson заявили о завершении выпуска продукции под логотипом «Buell Motorcycles» ради сосредоточения усилий на развитие бренда «Harley-Davidson». Продажа Buell не была хорошо обоснована, просто Харли не хотели, чтобы их дилеры занимались продажей других марок, кроме Harley-Davidson; так же Харли не видели в Buell'е ценности без собственной дилерской сети. Закрытие торговой марки Buell предположительно обошлось Харли в такую же стоимость, какую они инвестировали в Buell на протяжении последних 25 лет. Эрик Бьюэлл немедленно приступил к поискам инвесторов извне, которые привели его к BRP (владельцы Австрийского производителя двигателей Rotax) – хорошему выбору, особенно после того, как Харли собирались предложить Rotax'у «восьмизначную сумму» за контракт на разработку двигателя объёмом 1'125 см3.
Позже Эрик Бьюэлл стал основателем Erik Buell Racing, дабы обеспечить поддержку своим творениям 1125 и XB в гоночных достижениях.

## Технологии
В модельной серии XB впервые применена так называемая система ZTL – Zero Torsional Load (Система нулевой торсионной нагрузки). Это запатентованная тормозная система с диском, закреплённым не на втулке колеса, а на ободе. Такая система позволяет облегчить спицы переднего колеса (им не нужно переносить нагрузку со ступицы на обод),  улучшить работу подвески, повысить контроль и тягу из-за уменьшения неподрессоренной массы на переднем колесе. Уменьшение неподрессоренного веса происходит из-за того, что по сравнению с обычными тормозными системами, устанавливаемыми на большинство спортивных мотоциклов, где используются комплект из пары дисков, пары суппортов – здесь используется веса в два раза меньше. В обсуждении на страницах журнала «Motorcyclist», проходящим между инженером Suzuki Джеймсом Паркером – создателем ступичной тормозной системы GSX-RADD и аналитическим директором тестирования и инженерных разработок Buell Абрахамом Ашкенази, Паркер признал преимущество системы ZTL в неподрессоренном весе. Но также он указал на то, что инерция от веса тормозного диска, который расположен близко к ободу колеса, оказывает плохое влияние на ускорение и торможение. Ещё было высказано предположение о том, что могут возникнуть проблемы с передачей тепла от диска на шину переднего колеса, кроме того стоит отметить то, что одно из перьев амортизационной вилки должно быть выполнено более массивным из-за одностороннего крепления суппорта. В своём ответе Ашкенази рассмотрел все критические замечания Паркера, упомянув, что тормозная система ZTL была на 30% легче тормозной системы на Suzuki GSX-R1000 и то, что инерция веса тормозного диска, расположенного ближе к ободу и повышение температуры шины не выступили в качестве отрицательных факторов, выявленных в проведённых испытаниях. Подводя итог, Ашкенази сказал, что опыт, полученный в проводимых испытаниях и на гоночном треке, доказал, что тормозная система ZTL достойна называться «формой искусства».
Другим производственным нововведением, предложенным компанией Buell в линейке XB была технология «топливо в раме» – когда полая рама мотоцикла исполняет так же роль и топливного бака, который в данной конструкции отсутствует как таковой. Также новой была идея двойного использования маятника – кроме своей непосредственной функции, маятник одновременно являлся маслобаком. Кроме того, во всех моделях Buell глушитель расположен прямо под двигателем, что помогает сосредоточить центр массы между колёсами. Некоторые модели имеют управляемые компьютером клапаны для переключения в нужный момент между двумя путями выхлопа, для достижения максимального крутящего момента.
Проекты Buell направлены на то, чтобы обеспечить хорошую управляемость, удобное вождение, лёгкое обслуживание и благоприятные для уличного вождения рабочие характеристики. Мотоциклы Buell проектировались с упором на то, что они называли «Трилогией Технологичности» (Trilogy of Tech): центрально-распределённая масса, низкий неподрессоренный вес и рамная жёсткость.
Двигатели Buell были разработаны для того, чтобы быть максимально удобными в уличном использовании, как в плане экономии топлива (до 3,4 литра на 100 км у модели Buell Blast), так и в плане крутящего момента (в версии с объёмом в 1'203 см3 крутящий момент составляет 110 Нм). Также эти двигатели просты в обслуживании. В большей части двухцилиндровых двигателей Buell используется  воздушное охлаждение, управляемое компьютером (по мере необходимости изменяется скорость вращения вентилятора), два клапана на цилиндр, цельный дроссельный корпус, не нуждающийся в обслуживании гидрораспределительный клапан, не нуждающиеся в обслуживании приводные кулачки.

## Модельный ряд

### Мотоциклы с трубчатой рамой (1984-2002)

#### RW 750 Road Warrior (1984)
RW750 был гоночным мотоциклом Формулы 1, разработанным в «Barton». Бьюэлл купил части и оснащение неудавшегося предприятия, и на его базе приступил к продолжению разработки проекта, который планировал применять как для собственного использования, так и для возможной продажи другим участникам соревнований. Применялся двухтактный двигатель жидкостного охлаждения с квадратным расположением четырёх цилиндров. Когда наконец Бьюэлл смог создать конкурентоспособный болид производство внезапно остановилось, так как АМА (American Motorcyclist Association) закрыла класс гонок Формулы 1 и болид Бьюэлла, готовившийся исключительно для участия в этих гонках стал не нужен.

#### RR 1000 Battletwin (1987–1988)
Модель RR 1000 Battletwin была городским спортбайком, от предшествующей модели Road Warrior ей досталось слегка изменённое шасси, Battletwin оснащался двигателем XR1000 производства Harley-Davidson. Бьюэлл изобрёл специальный способ установки двигателя, назвав его «Uniplanar». Этот способ позволил тяжёлому вибрирующему агрегату использоваться как полностью нагруженная часть рамы, при этом не передавая все вибрационные воздействия на всю машину. Нехватка места из-за громоздкого двигателя заставила конструктора разместить часть подвески под двигателем.
Существует несколько вариаций исполнения модели RR 1000 Battlewin: RR 1200 Battletwin (1988–1990), RS 1200 Westwind (1989), RS 1200/5 Westwind (1990–1992) и RSS 1200 Westwind (1991).

#### S2 Thunderbolt (1994–1995)
Двухместный мотоцикл, сконструированный на базе шасси от Road Warrior и с двигателем от Sportster'а. Модель S2T Thunderbolt (1995–1996) была туристической версией и оснащалась кофрами. Эта модель стала очень дорогостоящей в разработке (около $100'000) и 1'399 единиц было продано в первый год – это значительно больше тех 300 мотоциклов этой модели, которые предполагалось продать.

#### S1 Lightning (1996–1998)
Модель S1 Lightning была более основательным спортбайком, чем модели S3 Thunderbolt и M2 Cyclone, которые начали продаваться параллельно. Было два варианта исполнения этой модели – это S1 Lightning (1996/1997/1998) и S1W White Lightning (1998). Модель S1W была представлена с более объемным топливным баком и головками цилиндров под названием «Thunderstorm», которые повышали мощность двигателя ещё на 10 л. с. (7,5 кВт).

#### X1 Lightning (1999–2002)
Модель X1 Lightning стала преемницей линии S1 Lightning. Все модели X1 были оснащены головками «Thunderstorm», непосредственной системой впрыска (Dynamic Digital Fuel Injection) и топливным баком, всё это дополнялось полностью переработанным дизайном рамы. Наиболее узнаваемой частью рамы был хвост из полированного алюминия, который был стреловидно вздёрнут кверху, и поддерживал двухместное сиденье. Модели X1 Lightning, образца 1999 года, присудили звание мотоцикла года в Японии.

#### S3 Thunderbolt (1997–2002) и S3T Thunderbolt (1997–2000)
S3 Thunderbolt – эта спортивно-туристическая модель производилась в период с 1997 по 2003 год, параллельно с механически-идентичной моделью S3T «Touring», которая выпускалась с 2000 года. V-образный, 1'203 см3, воздушно охлаждаемый двигатель, был приспособлен как рабочая часть трубчатой рамы. Выходная мощность в 91 л. с. (68 кВт) в модели 1997 года повысилась до 101 л. с. (75 кВт) в последующих годах благодаря должным образом доработанному профилю кулачков и новым головкам цилиндров «Thunderstorm». Основные изменения в общем виде мотоциклов, которые в дальнейшем стали узнаваться от модели к модели, были проделаны в 1999 году, в отличие от моделей, выпускавшихся в 1997 и в 1998 годы. Ранние модели мотоциклов оснащались жёстким стальным маятником, передней вилкой и задними пружинами WP Suspension, карбюратором с управляемой вентиляцией Keihin 40mm CV и передним тормозным 6-цилиндровым суппортом Performance Machine. Начиная с 1999 года оснащение моделей изменилось, теперь устанавливался новый литой алюминиевый маятник, работающий с деталями подвески от Showa, передняя вилка так же была от этого производителя. Блок передних тормозов теперь устанавливался от производителя Nissin. Наибольшие технические изменения затронули систему впрыска топлива, который теперь осуществлялся посредством новой системы Dynamic Digital Fuel Injection (DDFI), пришедшей на замену старому масляному карбюратору.
Модель S3 выделялась наличием обтекателя, который обрамлял головную фару и неплохо защищал от ветра. К модели S3T добавили ещё один дефлектор, расположенный чуть ниже, на уровне коллектора, что придало дополнительную ветрозащиту для ног. Так же модель S3T отличало наличие жёстких кофров, которые могли быть выполнены в одной цветовой гамме с мотоциклом и выполнялись в двух вариантах размеров: «wide» («широкий») – для багажа крупных размеров и «narrow» («узкий») – для лёгких поклаж. В дополнение к обтекателям и боковым кофрам, у модели S3T ещё был удлинённый руль, позволяющий управлять мотоциклом в более комфортной прямой посадке. Любая деталь, устанавливаемая на модель S3T, всегда имелась в наличии как дополнительный аксессуар к обычной модели S3.

#### M2 Cyclone (1997–2002)
Модель M2 Cyclone производилась с 1997 по 2003 год. В линейке Buell'а эта модель являла собой нечто среднее, между спартанским S1 Lightning и более комфортабельным, но тяжёлым S3 Thunderbolt. S1 Lightning был как сгусток скорости и лёгкости, для экономии веса и приверженности к минимализму, на нём устанавливалось очень узкое сиденье. S3 Thunderbolt был туристической моделью, снабжённой большим широким сиденьем и более комфортной посадкой, но был очень тяжёлым мотоциклом. M2 Cyclone заполнил собой пробел, между спортивной и туристической моделями. Он обладал большим сиденьем, чем у S1 Lightning, но в то же время был легче и быстрее, чем S3 Thunderbolt. Только M2 имел в распоряжении 1,2-литровый двигатель с пятиступенчатой трансмиссией. Трубная конструкция рамы была выполнена из хромомолибденовой стали.

#### Blast (2000–2009)
Blast был единственным мотоциклом производства Buell, использующим одноцилиндровый двигатель. С объёмом в 492 см3 и сухой массой в 160 кг, он был самой маленькой моделью и часто использовался для обучения вождению и инструктированию новичков в мотошколе «Rider’s Edge», принадлежащей Harley-Davidson. Идея этого мотоцикла принадлежала исполнительному директору Harley-Davidson Джеффри Блюштайну, который хотел иметь специальную модель для тренировок, так как знал, что множество людей покупали мотоциклы у дилера после прохождения курсов обучения.
Blast быстро прошёл стадию концепт-модели на фабрике Buell и поступил в продажу. В оригинале в качестве силовой установки было предложено использовать половину двигателя Sportster 883. Но такой двигатель «съедал» 80 процентов от стоимости всего мотоцикла и вообще стоил очень дорого по сравнению с высокотехнологичными двигателями других компаний, например, Rotax. Мотожурнал «Cycle World» писал «Сотворить подобное, имея такого поставщика, было бы неслыханно, но когда ты сам принадлежишь своему поставщику, то вынужден просто скрыть под улыбкой свои переживания». В конечном итоге Blast оказался самым дорогим проектом, из когда-либо разрабатываемых в Buell'е. Так как двигатель был переоценён, это закончилось тем, что Harley-Davidson получали свои деньги в ущерб Buell'у. Это засчиталось как технический успех.
В июле 2009 года Buell объявили о компании, в ходе которой выяснилось, что в их линейке мотоциклов больше не будет модели Blast. На изображениях с объявлением этой новости была представлена модель Buell Blast уничтоженная в автомобильном утилизаторе.

### Серия XB (2003–2010)

#### 2006 Buell Lightning CityX XB9SX
Силовые агрегаты у серии XB всё ещё имели общие корни с моделью Sportster, так как изначально разрабатывались для обоих проектов. К сожалению, разработка велась с минимальным участием инженеров Buell. По изначальной задумке серия XB должна была оснащаться турбонагнетателями. Воздух в двигатель должен был нагнетаться турбокомпрессором фирмы «Aerocharger», что помогло бы развить XB мощность в 150 л. с. (110 кВт), но дело с поставкой турбонагнетателей «Aerocharger» провалилось из-за того, что в Harley-Davidson приняли решение спроектировать всё сами. Этот проект был неудачным, несмотря на потраченные «миллионы долларов».
Первые двигатели XB9 имели объём в 984 см3, более поздние XB12 уже обладали объёмом в 1'203 см3.
Перед первыми продажами серии XB начальная цена была значительно завышена, что подняло первоначальную цену продажи от суммы в $7'995 до $9'995. Он был популярным мотоциклом, но никогда не продавался в таких объёмах, которые ожидали маркетинговые отделы Harley-Davidson, частично это было обусловлено сильно завышенной ценой.
Бьюэлл впервые применил свою новую пустотелую XB-раму на модели спортбайка Firebolt XB9R в 2002 году. Мотоцикл Firebolt XB12R поступил в продажу в 2004 году, параллельно с менее кубатурной моделью Firebolt XB9R. Модель Lightning увидела свет в 2003 году и позиционировалась маркетологами Buell как стритфайтер.
В 2005 году настало время дебюта для Ulysses XB12X. Этот мотоцикл предлагал очень удобную, эргономичную посадку и подвеску, заточенную для дальнобойных путешествий, которая могла справиться со своими задачами и на бездорожье. Buell преподносили модель Ulysses, как «первый в мире спортбайк для приключений». В 2008 году, в ряд прочих изменений, вошли масляный насос XBRR и система распределения зажигания, которые были позаимствованы из оснащения гоночной модели XBRR; так же добавлена функция подогрева ручек, увеличен угол поворота вилки с 54° до 74°. Ulysses XB12XT имеет отличия от Ulysses XB12X в нескольких областях. В отличие от переднего крыла у XB12X с ярко выраженным эндуро-характером и защитой вилки, модель XB12XT имеет более привычный для дорожника вид переднего крыла, а защита вилки отсутствует вовсе, это обуславливается тем, что XB12XT более ориентирован для езды по улицам, а не для грязевых прогулок. Другие различия затрагивают подвеску, которая абсолютно различная у этих двух мотоциклов – у XB12XT подвеска примерно на дюйм ниже и настроена больше для уличного использования, против более высокой и мягкой подвески у XB12X, лучше подходящей для использования в грязи. Наряду с жёсткими кофрами от Hepco&Becker, высокого ветрового стекла и 785-миллиметровой высоте сидений, модель XB12XT так же имеет легковесные колеса, вес которых около 450 грамм – это более лёгкие колеса, чем те, что устанавливаются на XB12X, которые наоборот добавляют массы для лучшей устойчивости при езде вне дорожного покрытия.
Так же в 2009 году выпускалась специализированная модель XB12XP для применения в полиции.

### Второе поколение XB
(Отличия моделей этой серии заключались в увеличенного объёма рамах, которые вмещали большее количество топлива, удлинённых маятниках и соответственно большей колёсной базой, изменённым углом наклона вилки 23.8°/23.5° и увеличенным сиденьем)
- Lightning Long XB12Ss
- Lightning Super TT XB12STT
- Ulysses XB12X
- Ulysses XB12XP
- Ulysses XB12XT

### Серия 1125, третье поколение XB (2007–2010)

#### 1125R
В июле 2007 года, на 25-летнюю годовщину своей марки, Buell представили модель 1125R, спортбайк, в проектировании которого Бьюэлл отступил от уже традиционного использования среднеразмерного силового агрегата Harley-Davidson Sportster и использовал опыт, полученный в проектировке гоночного XBRR. Модель 1125R оснащалась V-образным двухцилиндровым двигателем Helicon от Rotax, имеющим четыре клапана на цилиндр, двойные верхние кулачки, угол развала блоков цилиндров в 72 градуса, объём 1125 см3 и жидкостное охлаждение, развивая при этом мощность в 146 л. с. (109 кВт). Эта силовая установка выдавала максимальный крутящий момент в 113 Нм (83 ft/lbf), который мог уменьшаться на значение в 8,1 Нм (6 ft/lbf) в диапазоне от 3 000 до 10 500 об/мин. Индукционная система скоростным напором воздуха нагнетает давление в воздушной коробке для дополнительной мощности на высоких скоростях, также она помогает проскальзывающей муфте давать предсказуемое поведение в крутых поворотах и при торможении. Насыщение воздушными потоками происходит через массивные воздухозаборники, расположенные по бокам мотоцикла.
Двигатель Helicon был разработан в Австрии компанией BRP-Powertrain. Проект создавался под сильным влиянием Эрика Бьюэлла и финансировался его денежными вливаниями, которые составили примерно 15-20% от стоимости разработки двигателя V-Rod.
У модели 1125R не было полноценного обтекателя, подобного тем, что устанавливаются на японские спортбайки. Эрик Бьюэлл мучился над этим, говоря, что это было не то, чего бы хотели его клиенты. Журнал «Cycle World» отозвался о модели 1125R как о «немного причудливом» мотоцикле. Первые модели мотоцикла выпускались с непродуманной картой зажигания, что сказывалось на движении на низких скоростях – это привело к шквалу критики. Когда Rotax наконец закончили проектировку двигателя Helicon, стоимость агрегата также значительно поднялась из-за колебания в обменных курсах.

#### 1125CR
Для модельного ряда 2009 года Buell представили модель 1125CR – версию 1125R, выполненную в стиле кафе-рейсер. Эта модель была ответом на воззвания покупателей, говорящих о том, что модель 1125R не была тем, что они хотели. Это заставило Бьюэлла отложить планы относительно стритфайтера и обратить силы на разработку кафе-рейсера. 1125CR получил более длинный маятник, удлинённую базу и более короткое передаточное число второй передачи.

### Гоночные мотоциклы

#### Buell XBRR
Buell также выпустили ограниченную серию в 50 гоночных мотоциклов –  это были модели XBRR (1'339 см3, 150 л. с.), предназначенные для участия в соревнованиях и поддержания капитанской гоночной команды. Рама XBRR была гибридом рам поколений XB и XB2, подвеска от шведского производителя Öhlins, а колеса были сделаны из магниевого сплава. Это была первая модель, оснащаемая 8-поршневой тормозной машинкой ZTL2 производства Nissin.

#### Buell 1125RR
В 2009 году компания объявила о производстве 1125RR, который также предназначался исключительно для гонок. Внутреннее название модели было «B2», он стремился к рынку мотоциклов класса суперспорт. Построенный на базе 1125R,  мотоцикл 1125RR оснащался системой выхлопа, изготовленной из титана, магниевыми колесами, полноценным обтекателем и имел цепной привод на ведущее колесо.
9 сентября 2009 года Buell одержали свою первую победу в профессиональном гоночном чемпионате «AMA Pro Racing». Имя пилота-победителя Дэнни Эслика, нанесенное на табличку, было закреплено на модели 1125R в парке мотоспорта Нью-Джерси.
15 ноября 2009 года Buell выиграли свой первый чемпионат мира «NHRA Pro Stock Motorcycle». Имя пилота-победителя Гектора Араны, нанесенное на табличку, было закреплено в финале NHRA Южной Калифорнии на гоночном болиде Lucas Oil, собранной Buell.

## Buell в России
Официальным импортёром и распространителем мотоциклов и запасных частей Buell в России являлась дилерская сеть Harley-Davidson. Первые независимые дилеры Харли появились в России лишь в 2005 году, а официальный распространитель и того позже – в 2012, учитывая это, а также то, что компания Buell просуществовала лишь до 2009 года, почитателей этой марки на территории России не так уж и много. Несмотря на это, та немногочисленная группа обладателей этих машин активно поддерживает контакты внутри своей группы, ими создаются ветки на различных форумах, группы в социальных сетях и создаются целые сайты, посвященные данному мотоциклу.
Из-за закрытия компании в 2009 году, возможность приобретения мотоцикла Buell осталась на доли вторичного рынка мотоциклов, помимо приобретения мотоцикла Buell на внутреннем рынке России наиболее популярно приобретение на аукционах, проходящих на вторичных зарубежных рынках – по большей части США (крупнейшим аукционом из которых является NPA) и Японии (крупнейшим из которых является мотоциклетный аукцион BDS). Также возникли трудности в доступности деталей, официальный поставщик деталей Buell в Россию по-прежнему является Harley-Davidson, в дилерских центрах которого не всегда находятся нужные запчасти, но которые можно заказать из США с длительным временем ожидания и по внушительного размера ценам. В виду этих факторов, обладатели этих редких машин предпочитают заказывать доставку запчастей и расходников самостоятельно, на зарубежных сайтах.